# Phare de Fort Washington
Le phare de Fort Washington (en anglais : Fort Washington Light), est un phare situé sur une rive de la rivière Potomac dans le comté du Prince George, dans le Maryland.

## Historique

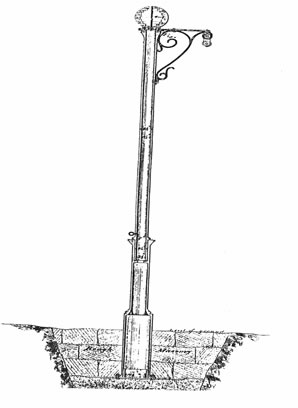
Tour en fonte

Fort Washington se trouve au bord de la rivière Potomac où la rivière se dirige vers le nord et, en 1856, Jefferson Davis, en sa qualité de secrétaire à la Guerre, autorisa la construction d'un phare sur la propriété du fort, qui serait entretenu par le personnel du fort. Des fonds minimaux ont été alloués et une tour temporaire en fonte a été construite l'année suivante. Presque immédiatement, cette lumière a été jugée insuffisante et en 1870, une tour de remplacement de 5 m a été construite à Baltimore et érigée sur un site plus proche de l'eau. Cette tour avait une lentille de Fresnel de sixième ordre.
En 1882, un bâtiment à cloche de brouillard en bois fut érigé. Au cours des années suivantes, une maison de gardien et diverses autres structures s'installèrent autour de l'ancienne tour, la dissimulant en grande partie. En 1900, une troisième tour plus haute fut construite. Comme moyen provisoire, on ajouta un feu à ce bâtiment, posé sur une plate-forme fixée près du sommet. Le phare de remplacement n'a jamais été construit et le clocher à brouillard reconverti est toujours en service. Au fil des ans, la tour de 1870, la maison du gardien et les bâtiments environnants ont tous été démolis. La tour est facilement visible par les visiteurs du Fort Washington Park (en) dans lequel elle se trouve, même si elle est fermée à l’accès du public .

## Description
Le phare  est une tourelle pyramidale en bois, avec une lanterne ouverte en bois de 8,5 m de haut. Le phare est totalement blanc.
Il émet, à une hauteur focale de 28,5 m, un bref éclat rouge toutes les 6 secondes. Sa portée est de 8 milles nautiques (environ 15 km). Il porte une marque de jour triangulaire rouge sur la face avant marquée 80.

## Caractéristiques dufeu maritime
Fréquence : 6 secondes (W)
- Lumière : 0.6 seconde
- Obscurité : 5.4 secondes

Identifiant : ARLHS : USA-302 ; USCG : 2-18560 ; Admiralty : J1952 . 

### Lien connexe
- Liste des phares du Maryland